# Khemraj Naiko
Khemraj Naiko, né le 23 août 1972, est un athlète mauricien, spécialiste du saut en hauteur.

## Biographie
Troisième des Championnats d'Afrique 1990 et 1992, deuxième lors de l'édition 1993, il remporte la médaille d'argent des Jeux africains de 1995, terminant ex æquo avec le Nigérian Anthony Idiata avec la marque de 2,16 m. 
En 1996, Khemraj Naiko remporte les Championnats d'Afrique de Yaoundé avec une barre à 2,16 m, devançant au nombre d'essais Anthony Idiata. Il termine au pied du podium des Jeux du Commonwealth de 1998, à Kuala Lumpur, en égalant son record personnel de 2,28 m. Il obtient deux nouvelles médailles lors des championnats continentaux : l'argent en 1998 et le bronze en 2004.
Il se marie en 2003 avec l'athlète marocaine Hind Bounouail,,.
Il est le porte-drapeau de la délégation mauricienne lors des Jeux olympiques d'été de 2004.

### Palmarès
| Date | Compétition            | Lieu         | Résultat | Performance |
| ---- | ---------------------- | ------------ | -------- | ----------- |
| 1990 | Championnats d'Afrique | Le Caire     | 3e       | 2,09 m      |
| 1992 | Championnats d'Afrique | Belle-Vue    | 3e       | 2,16 m      |
| 1993 | Championnats d'Afrique | Durban       | 2e       | 2,19 m      |
| 1995 | Jeux africains         | Harare       | 2e       | 2,19 m      |
| 1996 | Championnats d'Afrique | Yaoundé      | 1er      | 2,16 m      |
| 1998 | Jeux du Commonwealth   | Kuala Lumpur | 4e       | 2,28 m (NR) |
| 1998 | Championnats d'Afrique | Dakar        | 2e       | 2,18 m      |
| 2004 | Championnats d'Afrique | Brazzaville  | 3e       | 2,10 m      |

### Records
| Épreuve         | Épreuve   | Performance | Lieu               | Date                          |
| --------------- | --------- | ----------- | ------------------ | ----------------------------- |
| Saut en hauteur | Plein air | 2,28 m      | Dakar Kuala Lumpur | 27 mai 1996 19 septembre 1998 |
| Saut en hauteur | Salle     | 2,21 m      | Hirson             | 24 janvier 1999               |